# Eucoleus perplexus
Espèce
Eucoleus perplexus est une espèce de nématodes de la famille des Capillariidae, parasite de mammifères.

## Hôtes
Eucoleus perplexus parasite le Bandicoot à nez long (Perameles nasuta), où il peut être trouvé sur l'épithélium des lèvres.

## Répartition
L'espèce est connue de mammifères d'Australie.

## Taxinomie
L'espèce est décrite en 2006 par le parasitologiste australien David M. Spratt.